# Heide Park
Ne doit pas être confondu avec Hyde Park (homonymie).
Heide Park Resort est un parc d'attractions situé à Soltau, en Basse-Saxe, en Allemagne. D'une superficie totale de plus de 850 000 m2, c'est le plus grand parc d'attractions du pays. Il appartient au groupe Merlin Entertainments.

## Histoire
Le terrain qu'occupe aujourd'hui le parc était à l'origine au parc animalier Heidenhof, qui porte le nom de la chapelle construite en 1350. Après la fermeture du zoo en 1972 à la suite d'une tempête dévastatrice, le forain Hans-Jürgen Tiemann acheta le terrain et ouvrit un petit parc d'attractions en 1978. Parmi les conditions de vente ; conserver la chapelle Heidenhof ainsi que garder les animaux présents.
Le 19 août 1978, le jour de l'ouverture, quelque 200 000 personnes sont venues découvrir ce parc et (à l'époque) ses six attractions. 

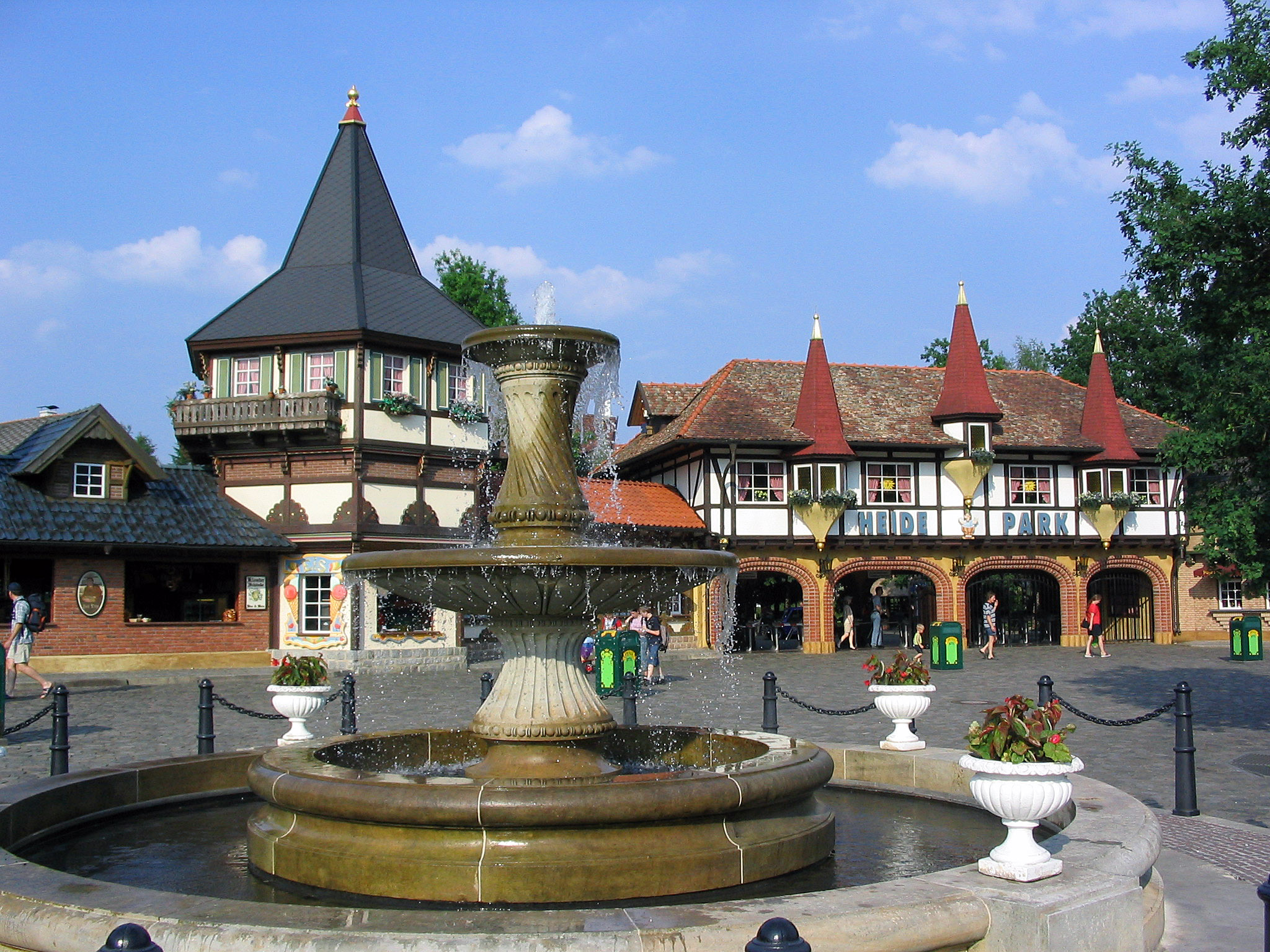
Entrée de Heide Park

Le Heide-Dorf (Heath Village), une réplique richement détaillée de bâtiments typiques de la lande de Lunebourg, a été inauguré au cours de la saison 1988. En 1996/97, la partie néerlandaise du parc a été construite avec un moulin à vent et un canal à l'autre bout du parc.
Dans les années 1990, près de deux millions de personnes visitaient Heide Park chaque saison avec 2 100 000 visiteurs en 2001. L'année suivante, le groupe britannique Tussauds achete le parc. Depuis lors, le nombre de visiteurs a diminué de 1,5 à 1,6 million de visiteurs par an. Hans-Jürgen Tiemann exerce encore une influence sur le parc par ses actions et en tant que directeur-consultatif du groupe Tussauds. Début 2007, le groupe Merlin Entertainments achete la majorité des actions du groupe Tussauds à Dubai International Capital, qui en avait repris les actions en 2005.
Le monument le plus reconnaissable du parc est une réplique à l'échelle 1/3 de la statue de la Liberté (haute de 35 mètres). Elle a été inaugurée le 4 juillet 1986 à l'occasion du 100e anniversaire de la statue originale. La mascotte du parc est un ours appelé Wumbo.
Le propriétaire du parc, le groupe Tussauds, a été vendu en mai 2007 au groupe Blackstone,. Le groupe Tussauds en tant qu'entité distincte a cessé d'exister et a été fusionné avec le groupe Merlin Entertainments, appartenant à Blackstone, qui exploite depuis le parc.

## Attractions principales

### Montagnes russes
| Nom                         | Type                        | Constructeur         | Année |
| --------------------------- | --------------------------- | -------------------- | ----- |
| Big Loop                    | Montagnes russes en métal   | Vekoma               | 1983  |
| Bobbahn                     | Montagnes russes Bobsleigh  | Mack Rides           | 1993  |
| Colossos-Kampf der Giganten | Montagnes russes en bois    | Intamin              | 2001  |
| Desert Race                 | Montagnes russes en métal   | Intamin              | 2007  |
| Flug der Dämonen            | Montagnes russes Wing Rider | Bolliger & Mabillard | 2014  |
| Grottenblitz                | Train de la mine            | Mack Rides           | 1985  |
| Indy-Blitz                  | Montagnes russes junior     | Zierer               | 2008  |
| Krake                       | Métal / Machine plongeante  | Bolliger & Mabillard | 2011  |
| Limit                       | Inversées / SLC 689         | Vekoma               | 1999  |

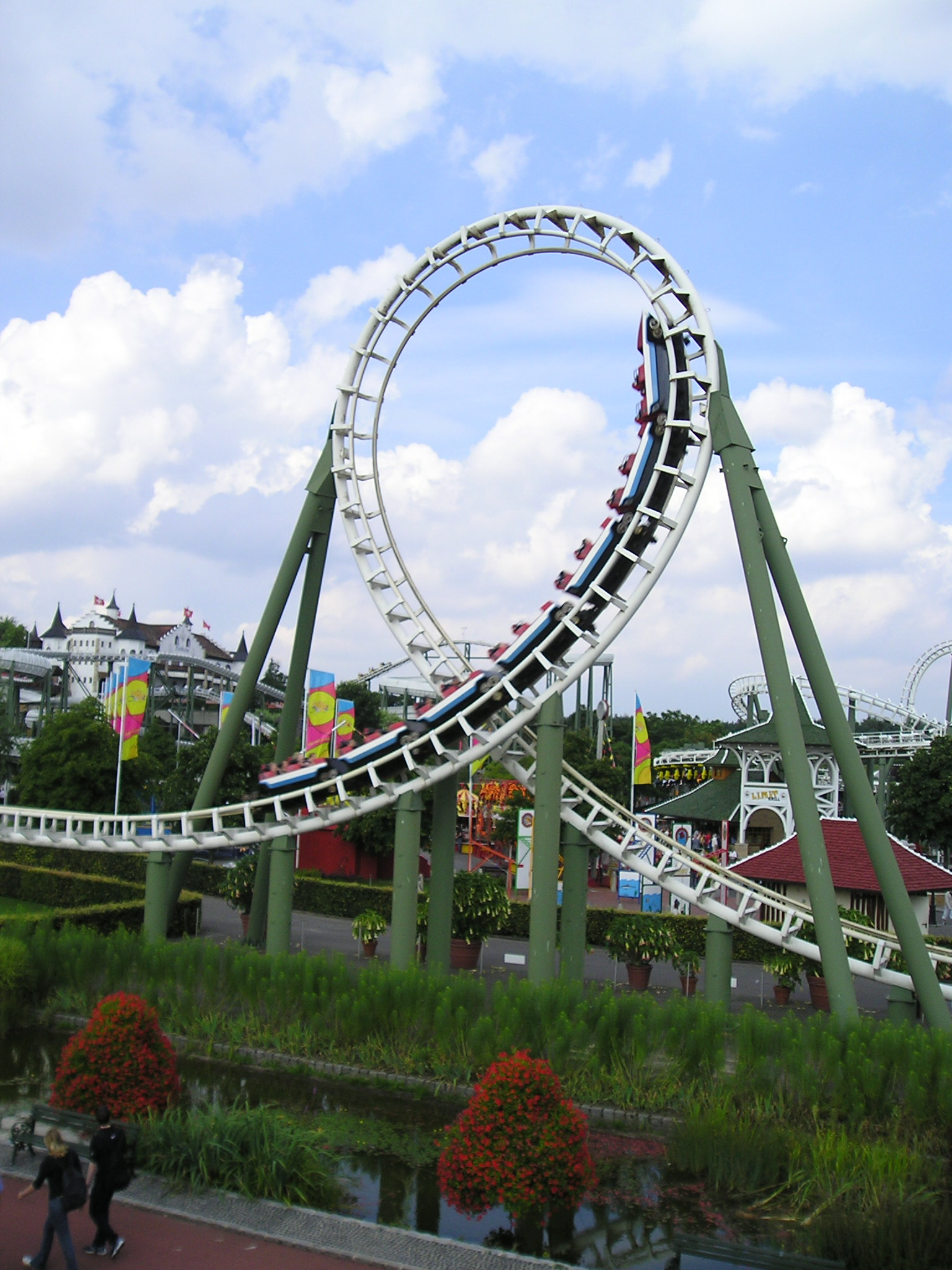
Big Loop
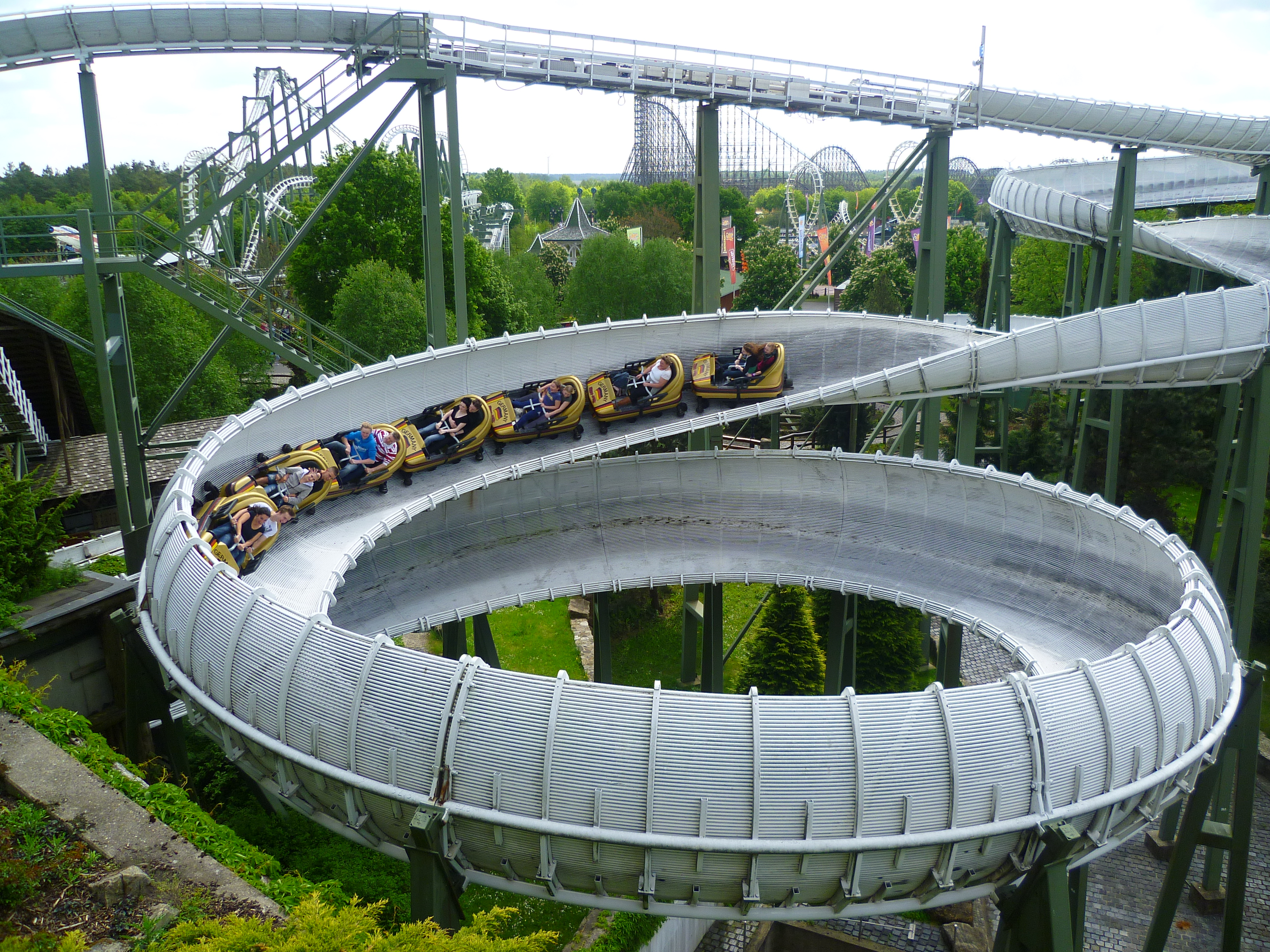
Bobbahn
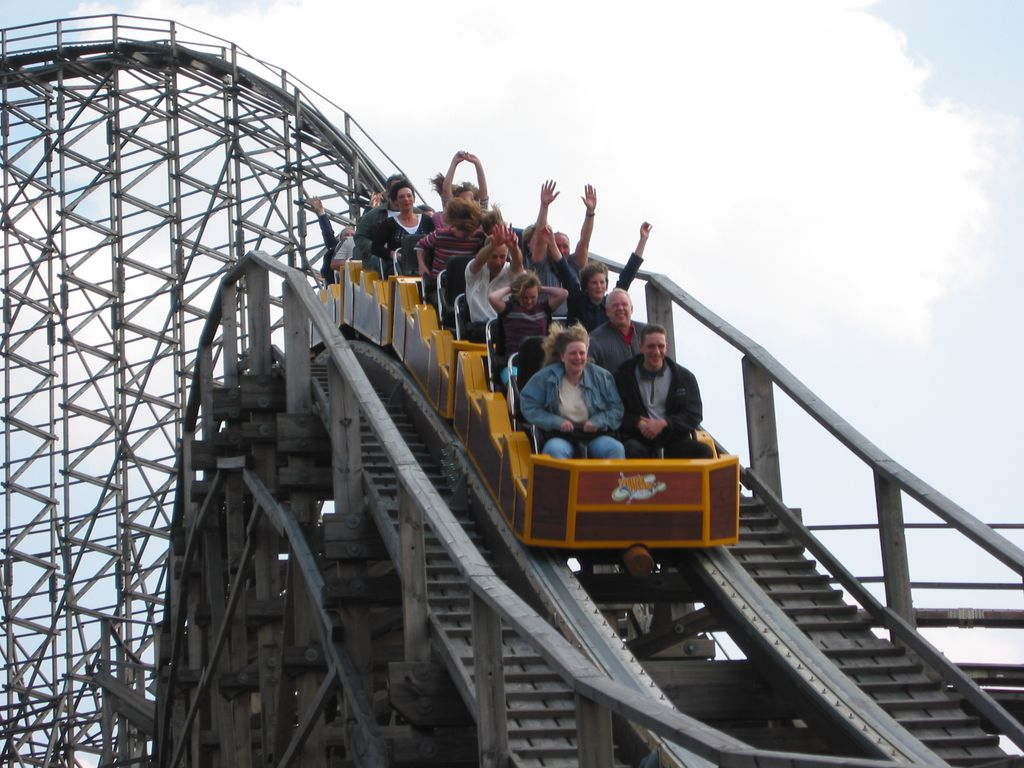
Colossos-Kampf der Giganten
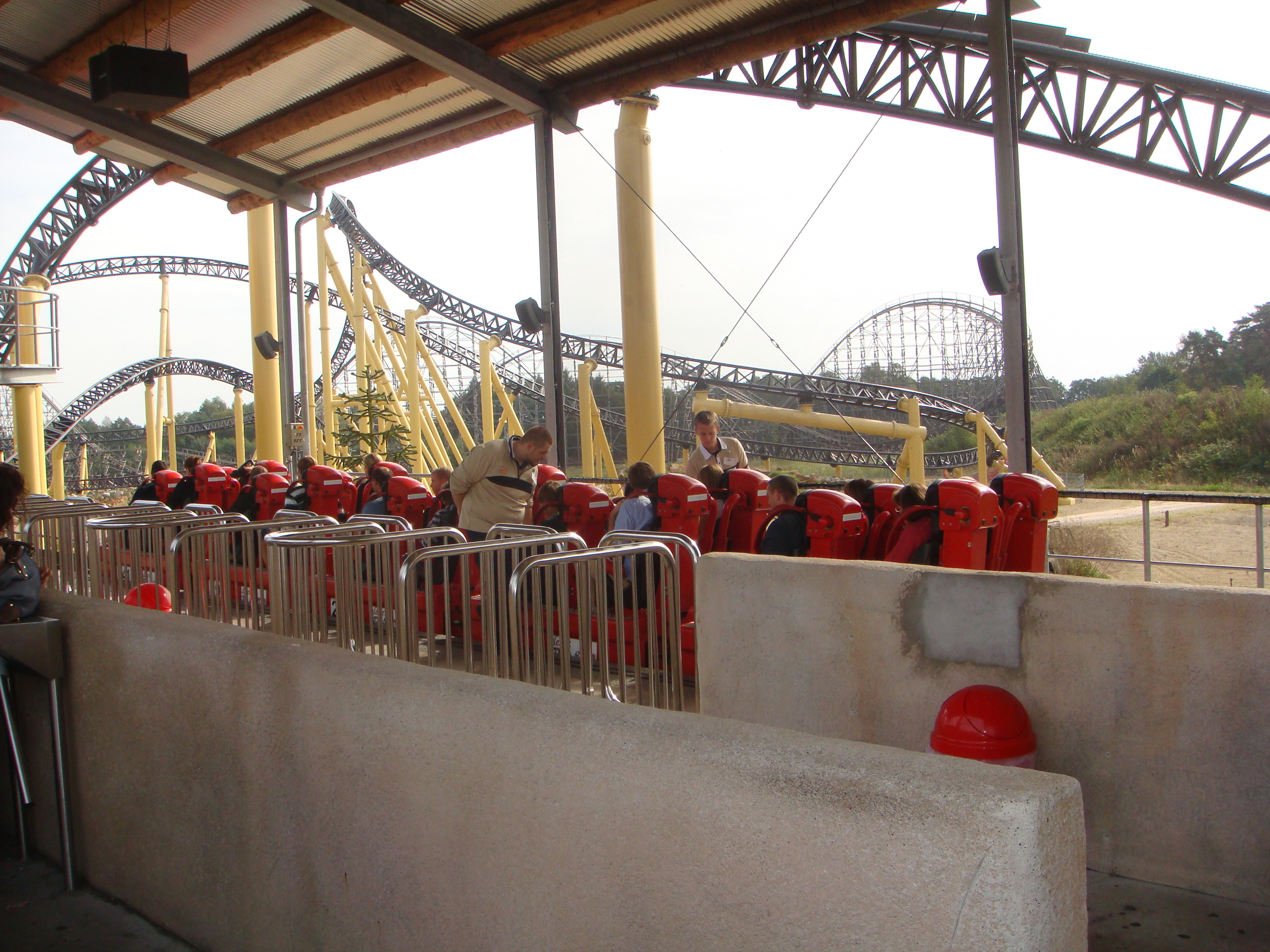
Desert Race
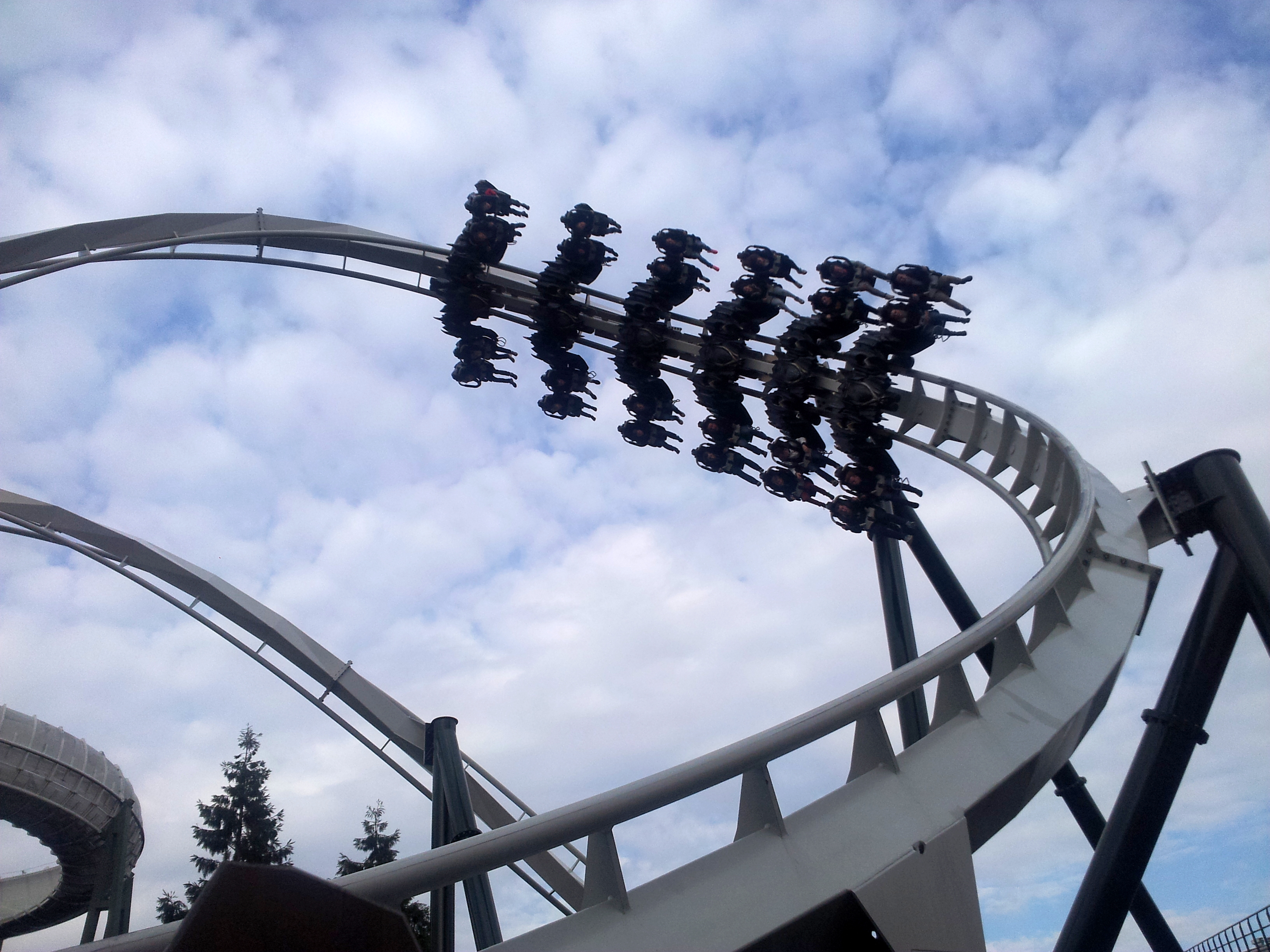
Flug der Dämonen
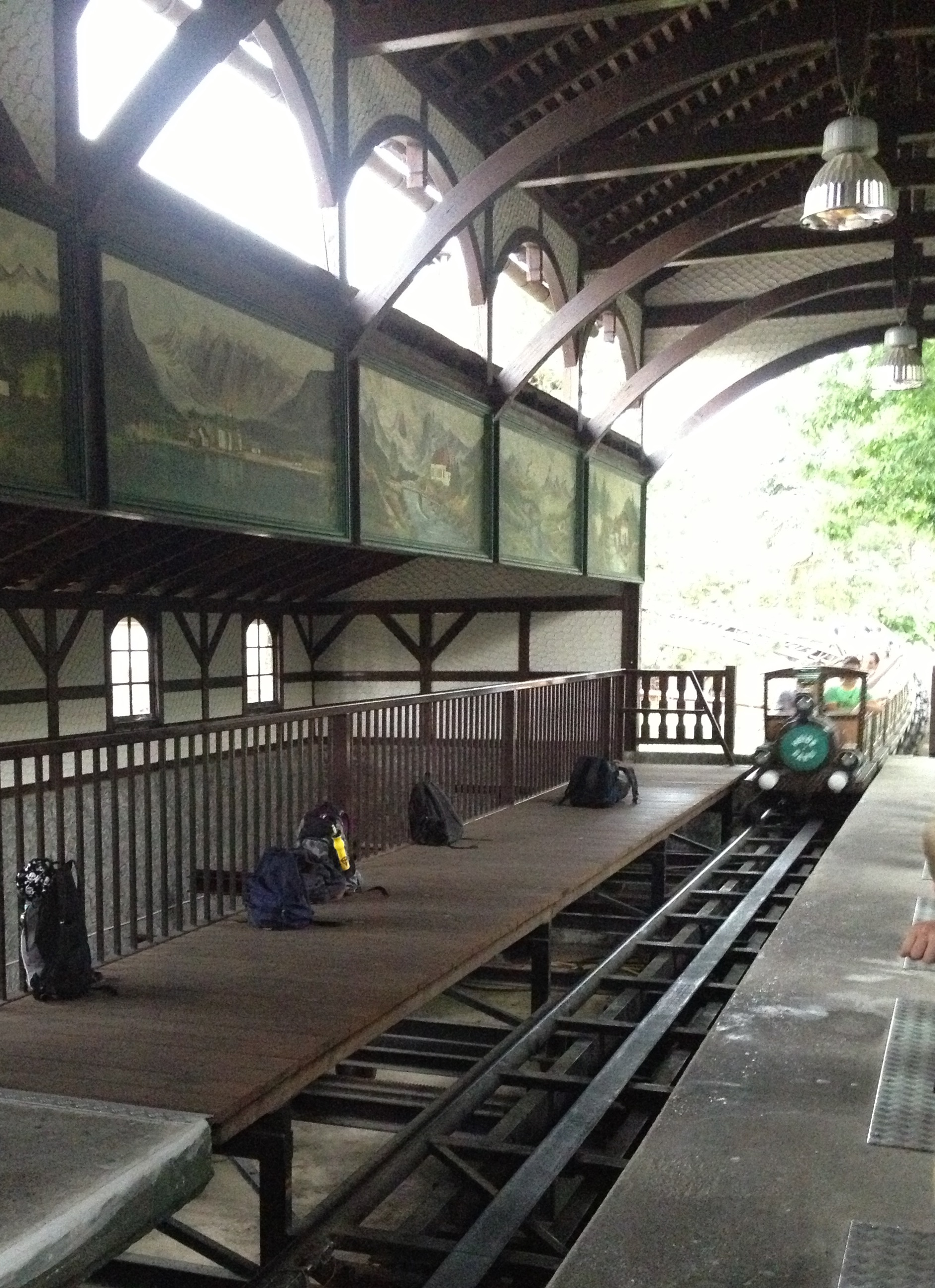
Grottenblitz
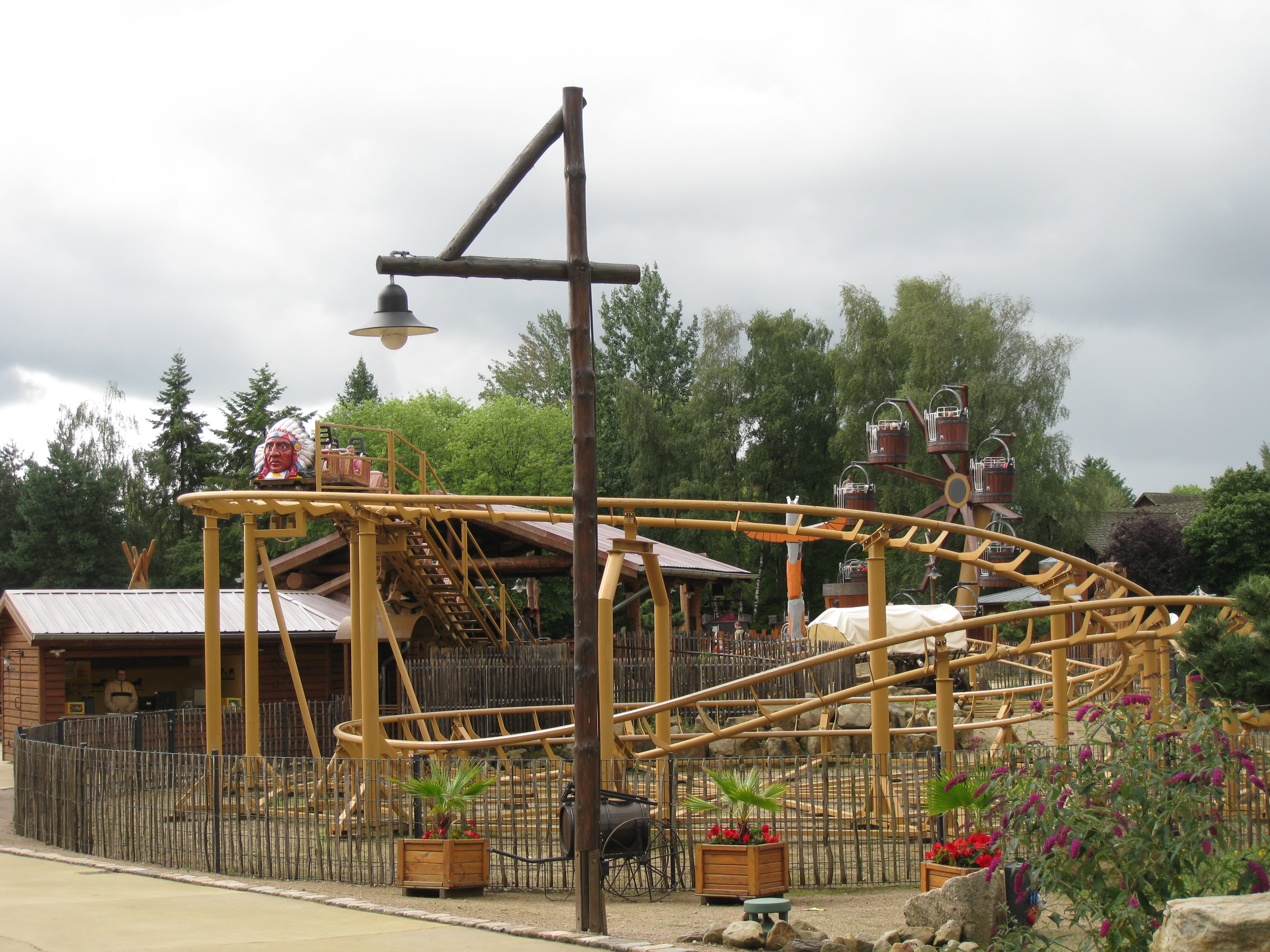
Indy-Blitz
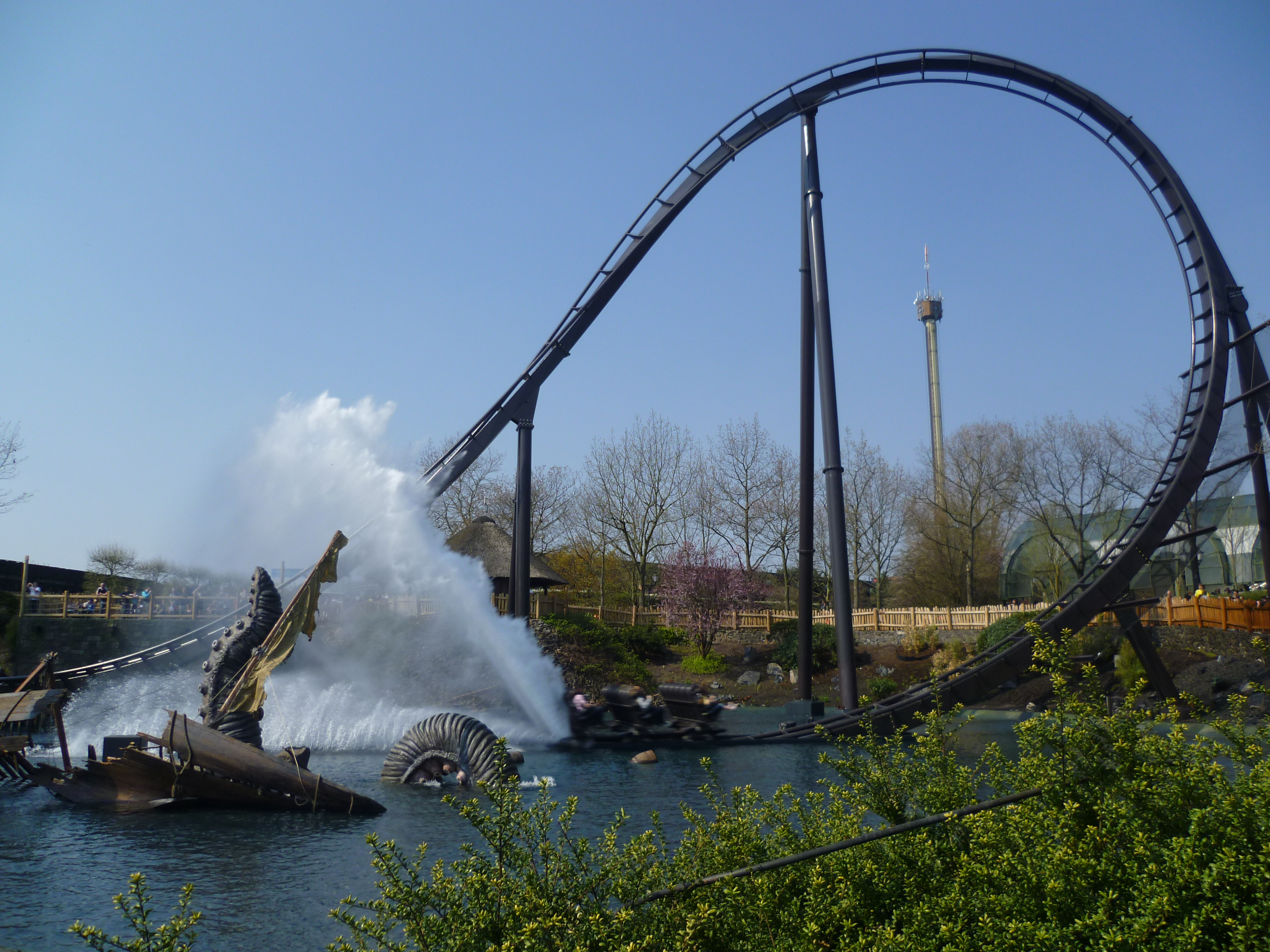
Krake
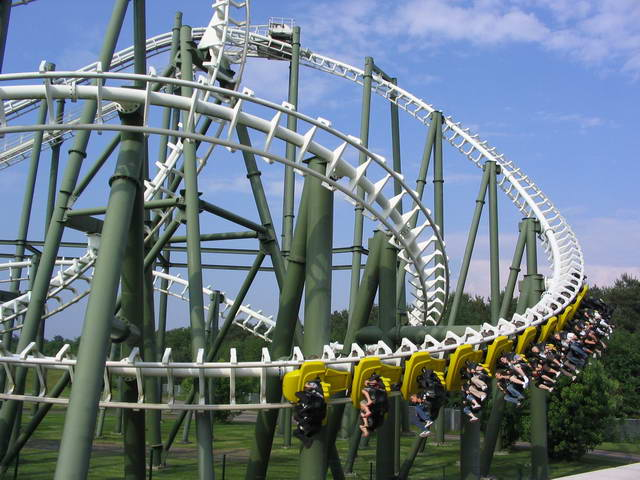
Limit

### Attractions aquatiques

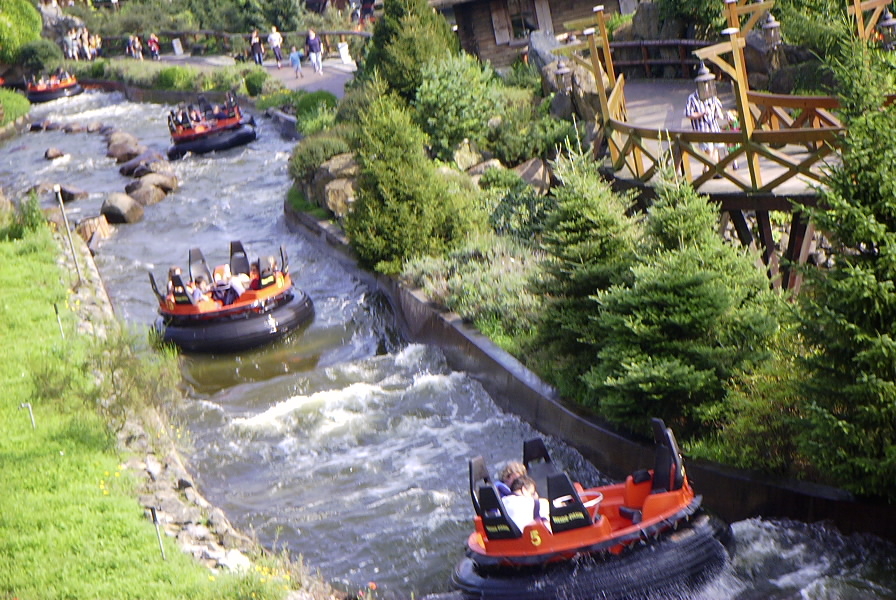
Mountain Rafting

- Floßfahrt - Balade en radeau tow boat ride (Mack Rides), 1978
- Mountain Rafting - Rivière rapide en bouées (Intamin), 1992
- ToPiLauLa Schlacht - Splash Battle (Mack Rides), 2010
- Wildwasserbahn - Bûches (Mack Rides), 1980

### Attractions à sensations

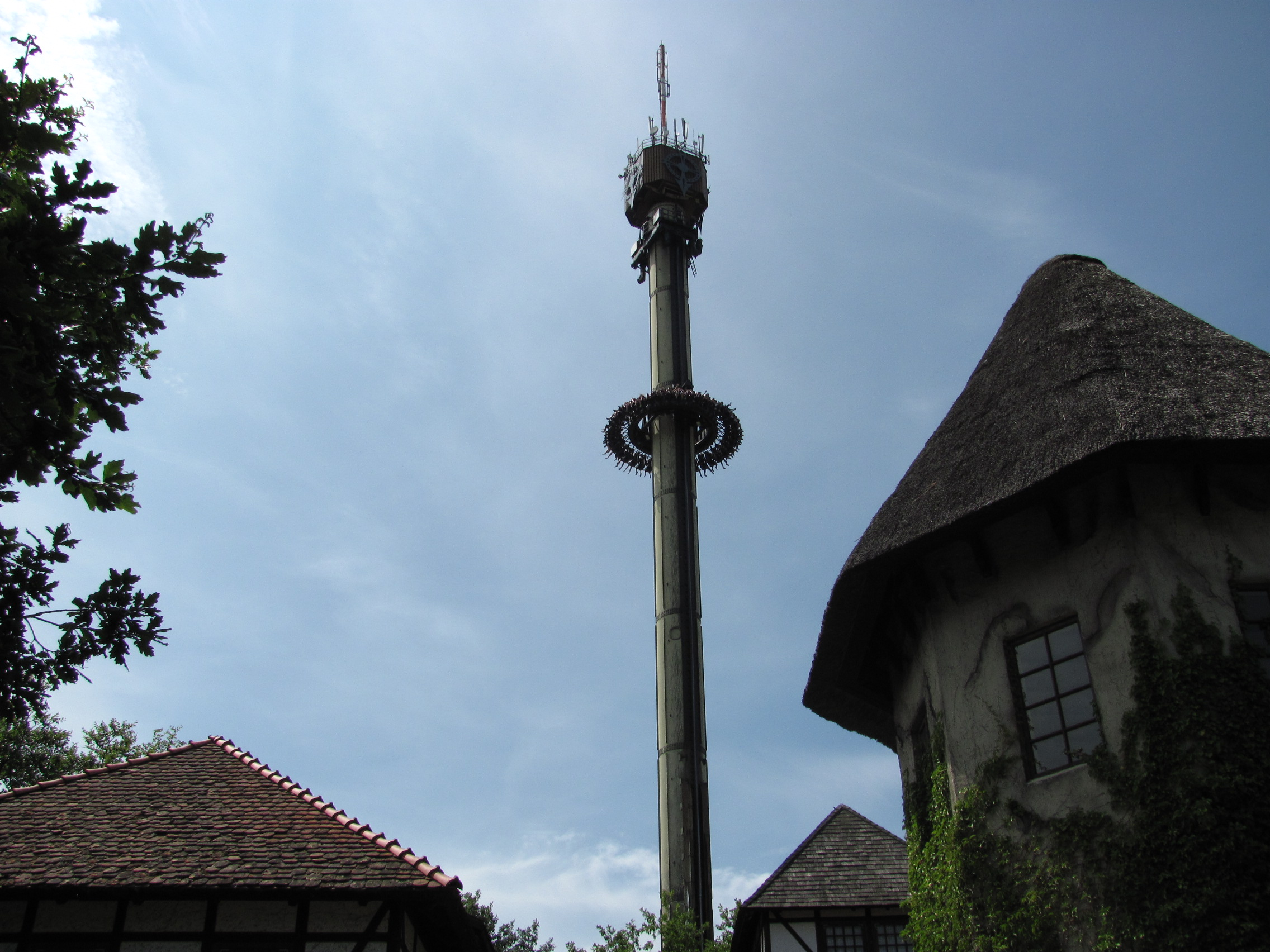
Scream

- Bounty - Bateau à bascule (Intamin) 1987
- Breakdance - Breakdance (Huss Rides), 1990
- Magic - Magic (Huss Rides), 1991
- Scream - Tour de chute (Intamin), 2003

### Autres attractions

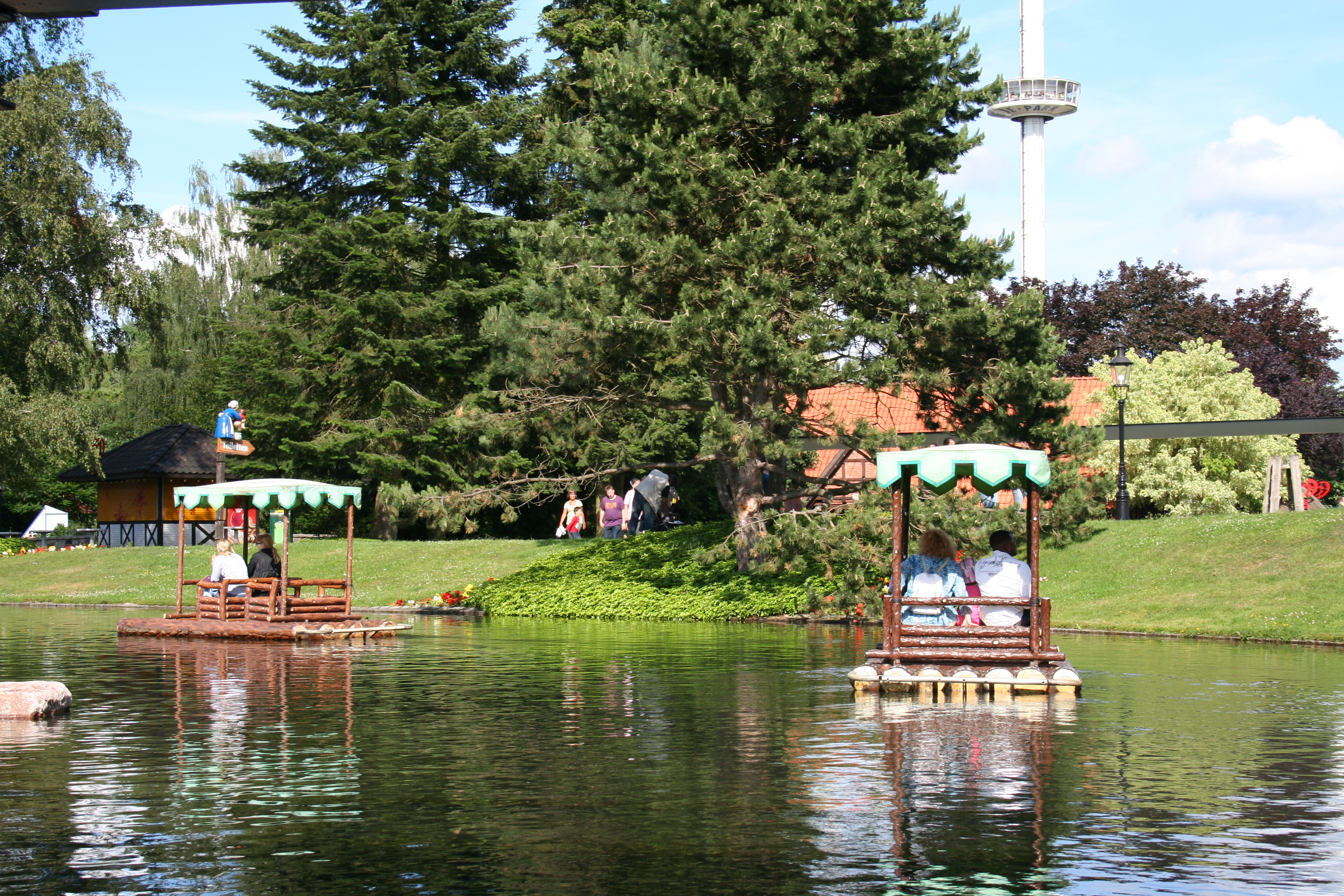
Floßfahrt

- Dampfkarussell - Carrousel (Peter Petz), 1989
- Drachengrotte - Croisière scénique, 1994
- Ghostbusters 5D - Parcours scénique interactif (Triotech), 2017[4]
- Heide Park Express - Train panoramique (Chance Rides), 1978
- Himmelsstürmer - Kite Flyer (Zamperla), 2016
- Käpt'ns Törn - Croisière en bateau (Mack Rides), 1997
- La Ola - Chaises volantes (Zierer), 2009
- Monorail - Monorail (Anton Schwarzkopf), 1985
- Nostalgiekarussell - Carrousel, 1978
- Oldtimer-Rundkurs - Parcours en tacots (Mack Rides), 1978
- Opa Pigs Zugfahrt - Train junior, 2018
- Panoramabahn - Monorail, 1978
- Panoramaturm - Tour d'observation (Intamin), 1985
- Peppas Ballonfahrt - SambaTower (Zamperla), 2020[5],[6]
- Peppas Bootsfahrt - Manège (Metallbau Emmeln), 2018
- Peppas Haus - Aire de jeux, 2018
- Schorschs Dino-Abenteuer - Chevaux Galopants (Metallbau Emmeln), 2018
- Screamie - Tour de chute junior (Zierer), 2008
- Wasserflieger - Manège avion (Zierer), 2016
- Western Riesenrad - Grande roue (Zierer), 2008
- Wolkenspringer - Manège avion, 1985/2016
- Wüstenflitzer - Autos tamponneuses, 2015

## Anciennes attractions
- Aqua Spin - Top Spin (Huss Rides), 1995 à 2016
- Condor - Condor (Huss Rides), 1990 à 2008
- El Sol - Enterprise (Huss Rides), 1991 à 2017
- Hully Gully - (Mack Rides), 1984 à 2009
- Huracan - Round-up (Heintz Fahtze), 1983 à 2018
- Kaffeetassen-Karussell - Tasses (Mack Rides), 1985 à 2009
- Kinderlok Old 99 - Balade en trains (Mack Rides), 1985 à 2009
- Koggenfahrt - Music Express (Mack Rides), 1982 à 2007
- Lady Moon - Flipper (Huss Rides), 1990 à 2016
- Märchenfahrt - Balade en bouée (Mack Rides), 1991 à 2015
- Mississippi-Dampfer - Croisière en bateau, 1986 à 2010
- Monza-Piste - Piste de voitures de course (Ihle), 1978 à 2011
- Okti - Monster 3 (Anton Schwarzkopf), 1982 à 2015
- Rainbow - Rainbow (Huss Rides), 1995 à 2008
- Santa Maria - Bateau à bascule (Huss Rides), 1984 à 2009
- Wichtelhausenbahn - Ballade sur circuit (Mack Rides), 1978 à 2017
- Wildwasserbahn II - Bûches (API/Anton Schwarzkopf), 1990 à 2011

## Logements

### Holiday Camp
Holiday Camp est le nom du complexe de maisons de vacances appartenant au parc qui a été ouvert au début du mois de mai 2005. La construction d'un lieu de séjour est souvent considérée comme le premier pas vers la création d'un lieu de vacances.
Le camp de vacances lui-même consiste en une extension depuis avril 2006 d'un total de 81 maisons en bois de style caribéen avec 536 lits répartis sur 158 unités résidentielles. Outre les activités sportives proposées au camp (volley-ball, aire de jeux pour enfants, location de quads), le camp de vacances offre également la possibilité de faire un barbecue en soirée.

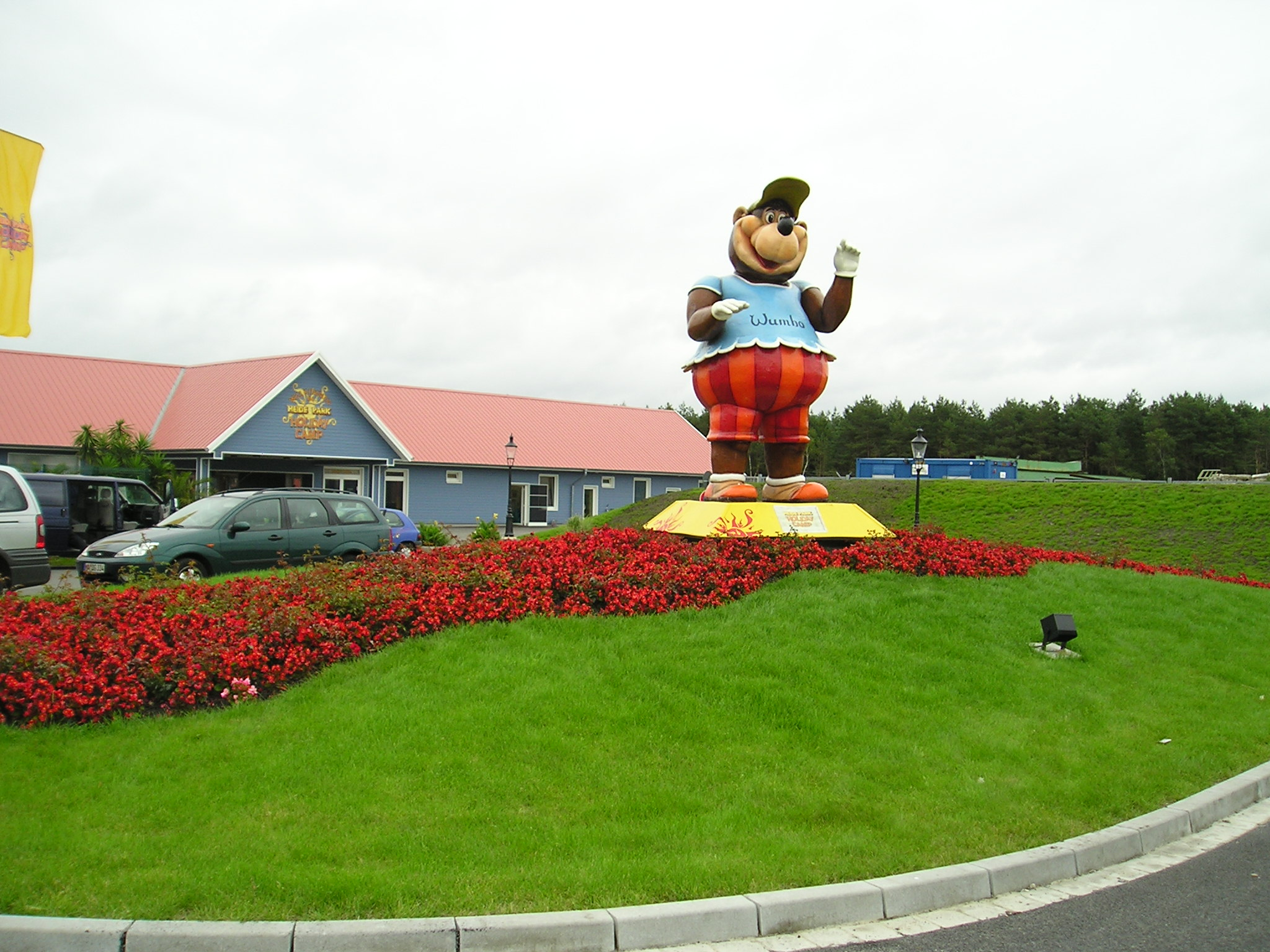
Mascotte du Holiday Camp
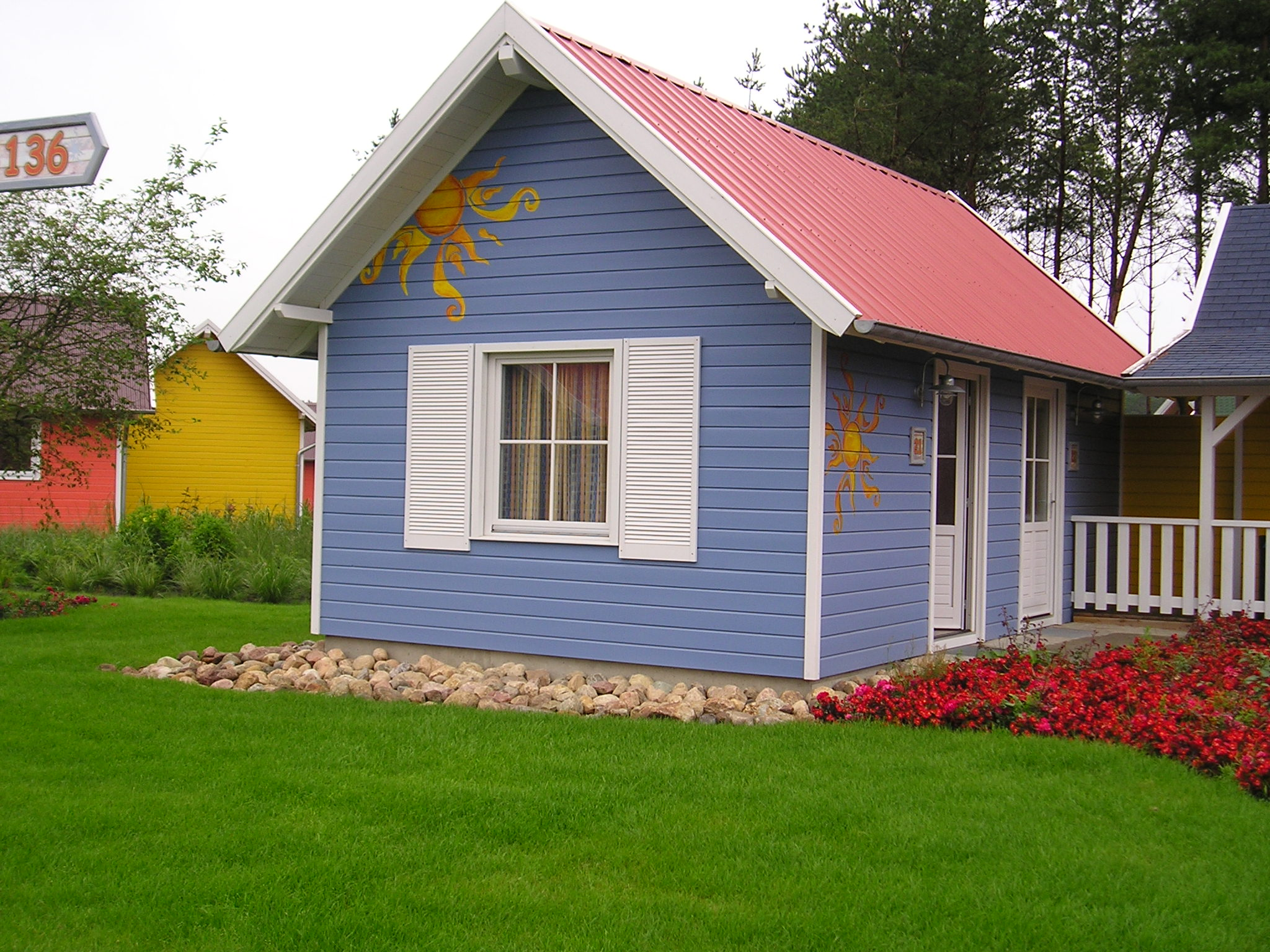
bungalow
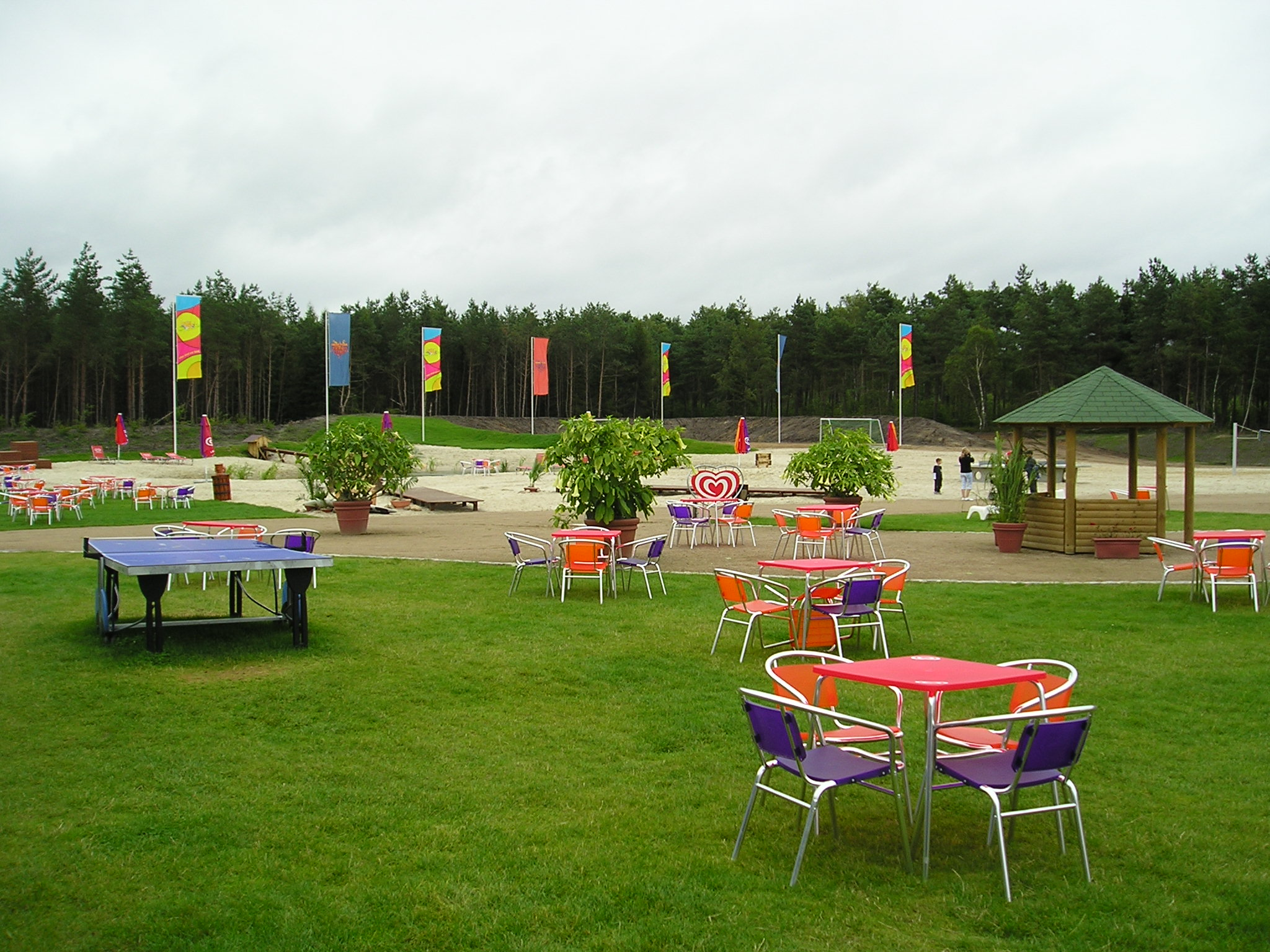
Aire de pique-nique

- (de) Holiday Camp

### Heide Park Adventure Hotel
En 2007, le parc ouvre l'hôtel Port Royal. En 2015, ce dernier a été transformé pour devenir Heide Park Adventure Hotel. L'architecte Stefan Rimpf a construit le bâtiment en 2006. Selon ses propres informations, Heide Park Resort a investi 20 millions € dans cet hôtel 4 étoiles de 680 lits, inspiré de la villa de l'aventurier Lord A. Explorus.
L'hôtel dispose de 150 chambres familiales et de 16 chambres confort, chambres de pirate ou cabines de capitaine (36 m²), chambres occidentales, chambres démons ou suites Ghostbuster. À partir de la saison 2018, cinq anciennes chambres pirates seront disponibles, sur le thème de Peppa Pig Land.
L'hôtel abrite également un restaurant buffet et à la carte ( Bulls and Bandits et La Tortuga), ainsi que le bar Captain Hook et un programme de spectacles pour enfants et adultes.

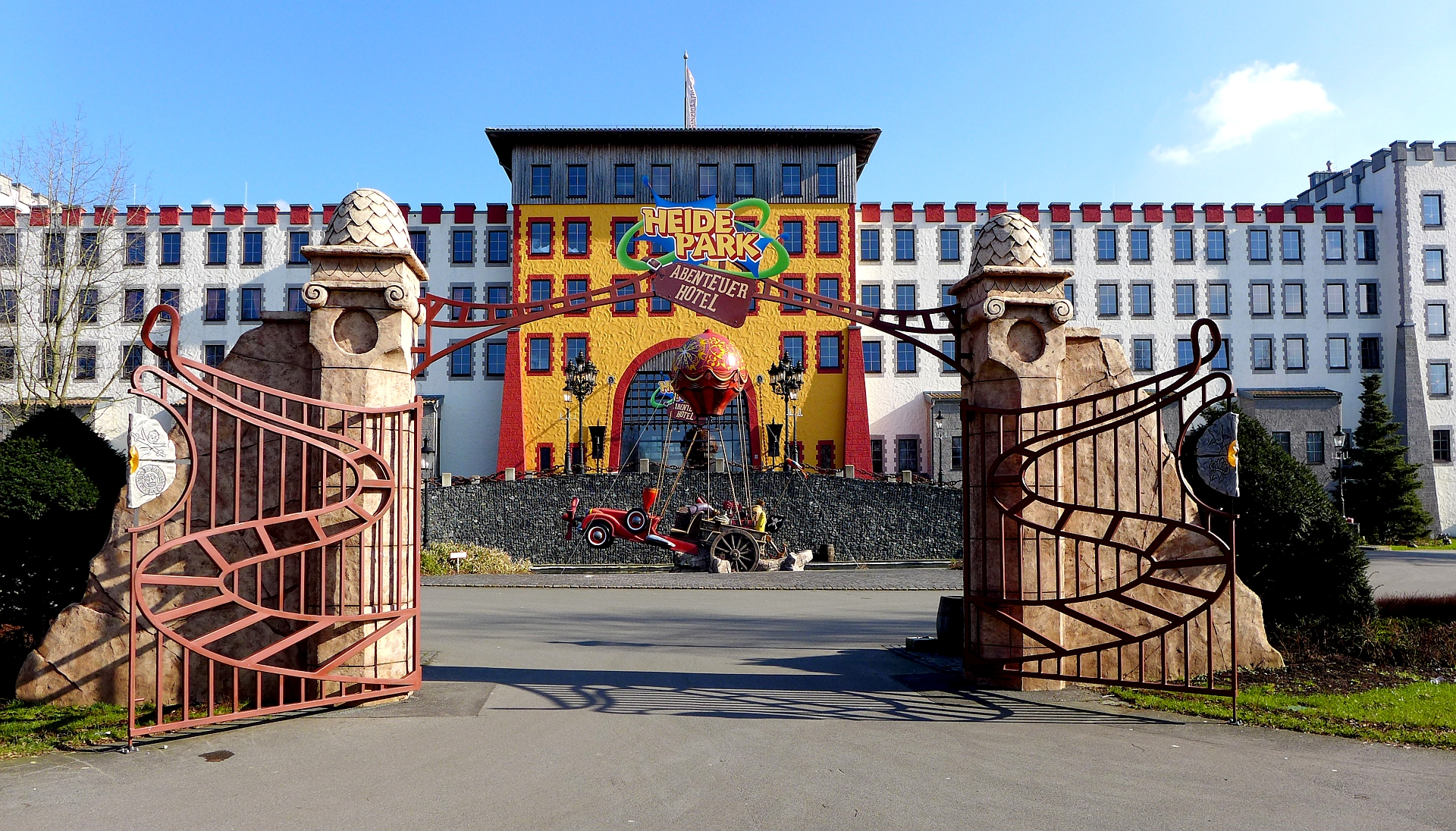
Entrée de l'hôtel
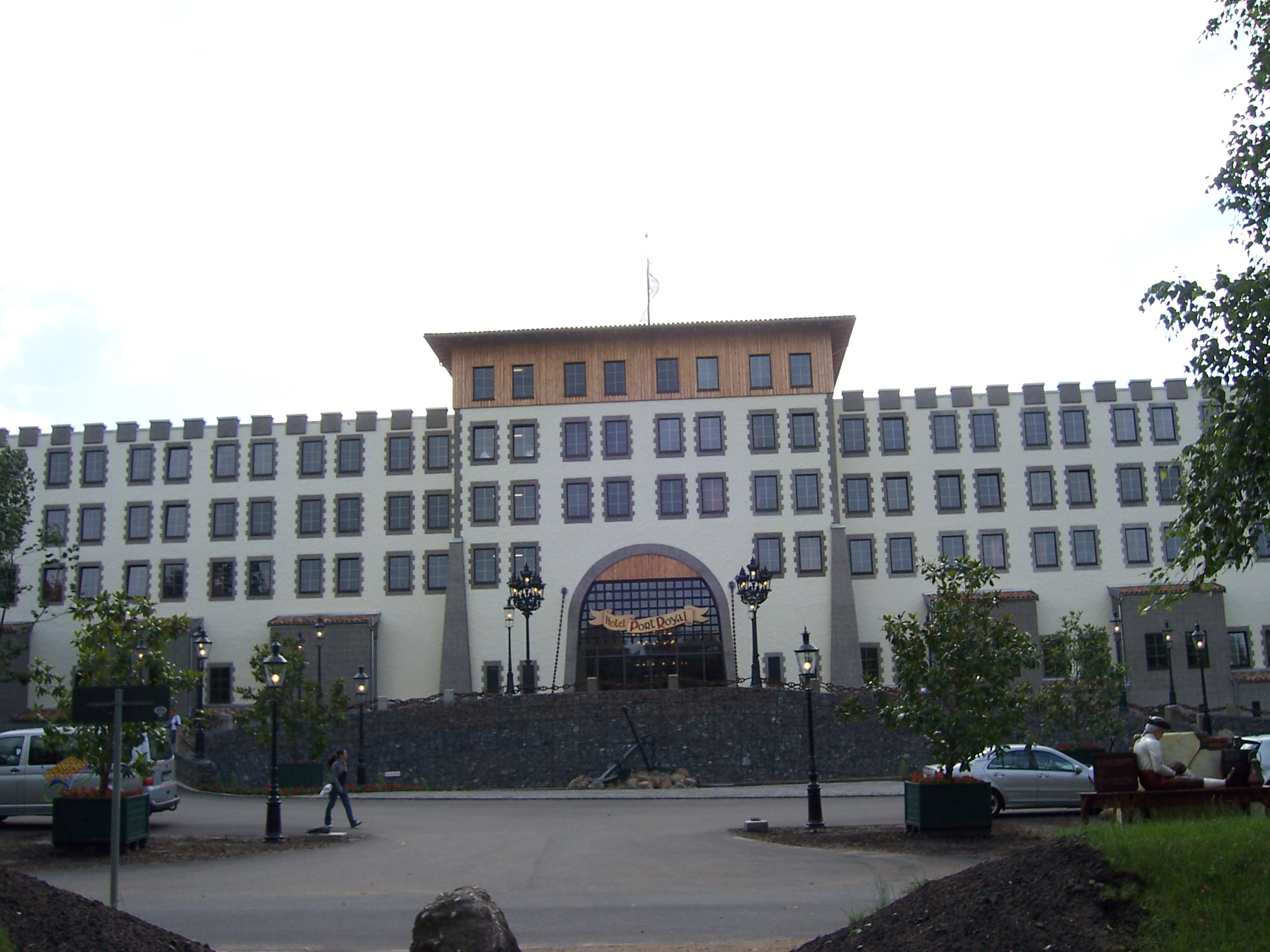
Vue globale
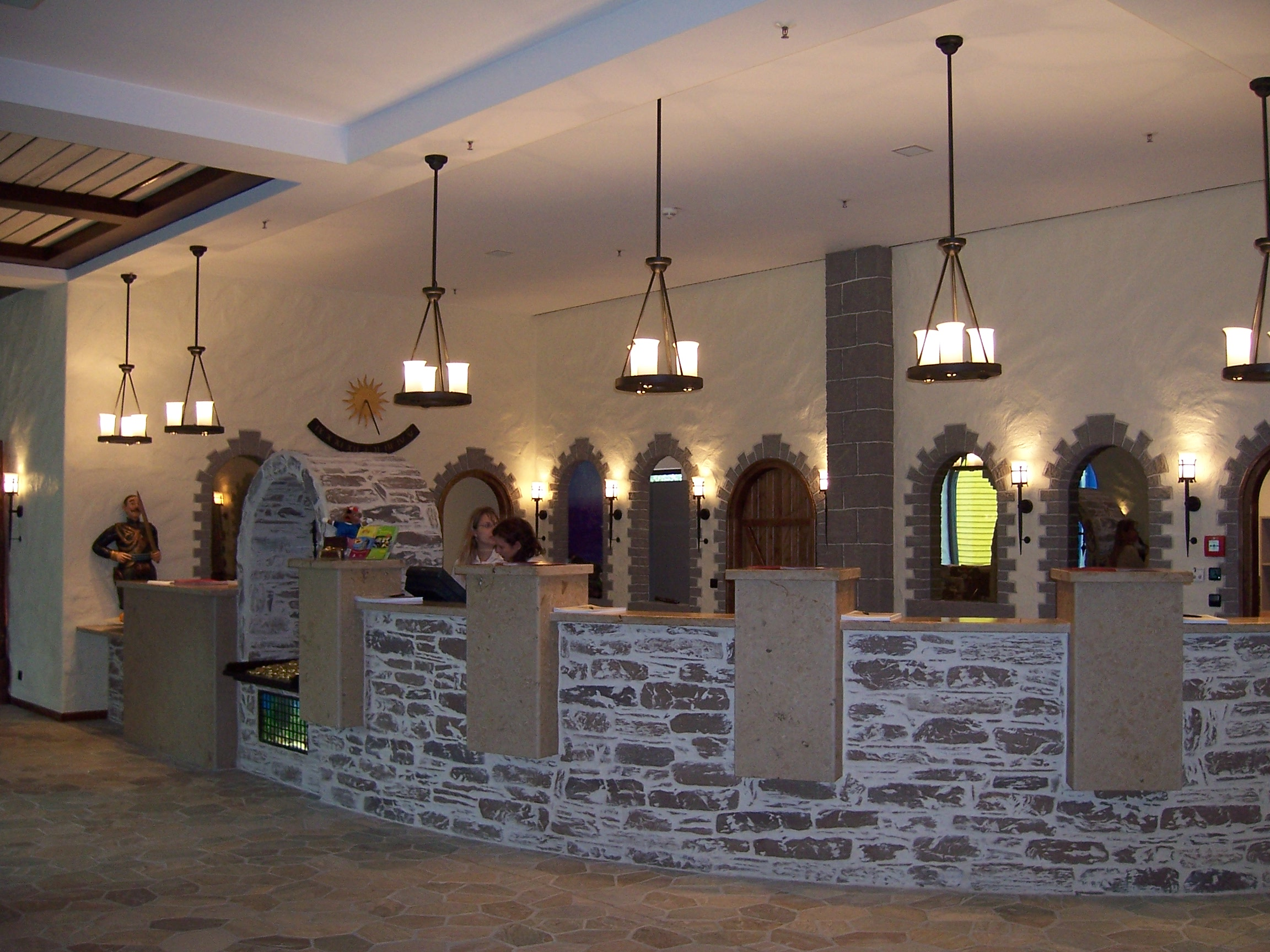
Réception

### Bulli Camp
En juillet 2014, sept minibus VW-T2 ont été convertis en petits appartements à l'aspect surfeur californien.

## Fréquentation
Fréquentation annuelle 

1 680 000 (2023)